# Minettia tetrachaeta
Minettia tetrachaeta is een vliegensoort uit de familie van de Lauxaniidae. De wetenschappelijke naam van de soort is voor het eerst geldig gepubliceerd in 1873 door Loew.